# Yhuri Cruz
Yhuri Cruz (1991, Rio de Janeiro, Brasil) é artista visual e escritor, graduado em Ciência Política (UNIRIO) e pós-graduado em Jornalismo cultural (UERJ). Trabalha com questões anticoloniais e raciais, promovendo a intersecção entre sua herança ética e estética familiar e as esferas institucionais e transgressoras do campo artístico. Suas produções se desenvolvem a partir de criações textuais, projetos performativos e instalações que entram em diálogo com o sistema de poder atual, críticas institucionais, relações de opressão racial, resgates subjetivos e violências sociais reprimidas ou não resolvidas.
Realiza o projeto Pretofagia, uma investigação da expansão contínua da subjetividade preta e sua emancipação, que conta com mais de cinco exposições-cenas participantes. Foi indicado ao Prêmio PIPA 2019 e venceu o IV Prêmio Reynaldo Roels Jr. em 2020 com sua obra O cavalo é levante: Monumento à Oxalá e axs trabalhadorxs.

## Formação e Carreira
Yhuri Cruz iniciou sua formação em 2011 ao cursar Arte e Cultura no Centro Cultural Justiça Federal e em Imagem Cultural, uma escola particular do Rio de Janeiro. Em 2013 graduou-se em Ciência Política pela Universidade Federal do Estado do Rio de Janeiro. Em 2015 realizou pós-graduação em Jornalismo Cultural pela Universidade Estadual do Rio de Janeiro. Em 2017 participou de dois cursos semestrais, Imersões Poéticas, pela Escola sem Sítio e Arte e Crítica, na Escola de Artes Visuais do Parque Lage.
Em 2018 participou do "Programa Formação e Deformação" e da "Cenas para outras linguagens", ambas formações fornecidas pela EAV Parque Lage. Como projeto final realizou a obra Monumento-documento à Presença e participa da 10ª Bienal Internacional de Arte Siart Bolívia: Los Orígenes de la Noche, em La Paz, Bolívia. Em 2019 cursou Filosofia Africana Contemporânea no Instituto de Filosofia e Ciências Sociais. No mesmo ano o artista realizou o projeto Pretofagia, resultado da residência artística realizada no Centro Municipal de Arte Hélio Oiticica e é indicado ao PIPA 2019.
Em 2020 venceu o IV Prêmio Reynaldo Roels Jr. com a obra O cavalo é levante: Monumento à Oxalá e axs trabalhadorxs. No mesmo ano participou do curso O tempo e a Quebra, juntamente com Jota Mombaça, durante a residência Pivô Pesquisa. Cursou Matrizes Africanas do Samba na Casa da Mukanda Cultural, centro cultural que realiza pesquisas, palestras e cursos sobre arte, educação e culturas afro-brasileiras e afro-diaspóricas. Também participa de dois cursos ministrados pelo Laboratório de Arte Contemporânea e Laboratório de Estudos e Pesquisas sobre Conflitualidade e Violência, Pele Negras, Máscaras Brancas: Frantz Fanon e Racismo e branquitude.
Seu trabalho consiste em promover a intersecção entre sua herança ética e estética familiar, anticolonialidades e esferas institucionais e transgressoras do campo artístico. Desenvolve sua prática artística e literária a partir de criações textuais, projetos performativos e instalações que entram em diálogo com o sistema de poder atual, críticas institucionais, relações de opressão racial, resgates subjetivos e violências sociais reprimidas ou não resolvidas.
Suas produções agem entre o fantasmagórico e o real e buscam representar o que o artista denomina de memórias subterrâneas e da necropolítica como plano colonial. As memórias coletivas e individuais das quais Yhuri se utiliza são tomadas como assombrações íntimas, fantasmas de traumas que atravessam o espaço e tempo constroem as formas canônicas e dissidentes de subjetividades e de sociabilidades. A partir de tais relações, sua produção escultórica comumente se materializa em pedras e gravuras, suas obras de caráter performativo e instalativo se relacionam com monumentos, presenças afrodiaspóricas, memoriais e informações silenciadas.

## Obras selecionadas

### Exposição-Cena e Performance
Yhuri Cruz produz cenas dramatúrgicas que promovem encontros entre diferentes linguagens. Suas exposições-cenas, como o artista as nomeia, se apropriam de características do universo da performance e da peça teatral, apesar de não pertencerem inteiramente a nenhuma das duas categorias artísticas. Suas produções são uma combinação de desenho, texto, corpo, imagem, coreografia, canto, música, e se relacionam diretamente com o lugar expositivo em que se apresentam. O artista possui a memória como tema inicial para sua escrita e busca inventar novas lógicas e mitos que representem narrativas negras subvalorizadas.
Pretofagia (2019)
O termo Pretofagia surge em 2018 com a produção artística Nenhuma direção a não ser ao centro, de Yhuri Cruz. O conceito de torna carregado de uma energia combativa que investiga a expansão contínua da subjetividade preta e sua emancipação. Como exposição-cena, Pretofagia é a primeira produção do artista, realizada em 2019 no Centro Municipal de Arte Hélio Oiticica, no Rio de Janeiro a partir de uma residência praticada no local. Durante a elaboração do projeto o espaço cultural foi local de construção de práticas coletivas, aulas e debates públicos. A exposição possuiu desenhos, objetos escultóricos e instalações, e todo o conjunto orbitava em torno de uma cena dramatúrgica performada em quatro atos, com a participação de Yhuri Cruz outros nove artistas convidados.
Pretofagia não se encerra com o fim da exposição, o trabalho se torna um conceito em processo e uma pesquisa conjunta que Yhuri realiza com diferentes profissionais do meio cultural, explorando os caminhos para o fortalecimento das subjetividades negras. Outros trabalhos expositivos como Farol Fun-Fun: Pangeia, A cova do escravo é a cidade e Anastácia como Vênus: Uma cena de tradução são algumas de suas produções que fazem parte do projeto Pretofagia, sendo chamadas de Cenas Pretofágicas.
A exposição-cena também se torna uma publicação gráfica no formato de impressos de alta circulação. Ao ser manuseado o objeto se assemelha com o jornal impresso, quando desdobrado se torna um livro aberto e seu verso possui a possibilidade de um lambe-lambe. São criadas seis variações externas da publicação que, quando unidas, compõem uma peça com mais de três metros de comprimento.
| Exposição, texto e direção da cena | Yhuri Cruz |
| Artistas-criadores da cena         | Alex Reis, Caju Bezerra, Dani Câmara, Davi Pontes, Ellen Correa, Mayara Velozo, Nelson da Silva, Pedro Bento e Yhuri Cruz |
| Curadoria e assistência            | Fernanda Carvalho e Marcelo Campos                                                                                        |
| Fotografia                         | Alex Reis, Bernardo Feitosa e Pedro Linger                                                                                |
| Local                              | Centro Municipal de Arte Hélio Oiticica - Rio de Janeiro                                                                  |

Farol Fun-Fun: Pangeia (2019)
Seguindo com a pesquisa Pretofagia Yhuri Cruz cria uma segunda exposição-cena, Farol Fun-Fun: Pangeia, performada no Museu da República, no Rio de Janeiro. A cena é uma representação audiovisual do conto Farol Fun-Fun, escrito pelo artista.
O conto retrata a criação do universo e os primeiros desenhos feitos pelo personagem Tempo, e teve como inspiração as histórias de Nanã e Oxalá, orixás primordiais das religiões afro-brasileiras. No conto, as personagens Tempo, Escura e Farol Fun-Fun são responsáveis pela escrita do que se entende hoje como vida e imagem. A performance tem o intuito de representar a ritualização de objetos de arte enquanto trabalha-se com a lógica de autonomia, incorportação e encorpação das subjetividades do indivíduo.A encenação de Farol Fun-Fun rendeu a criação do objeto escultório Pangeia, um tríptico em granito que se completa com a finalização da performance e possui forte relação com a cena retratada. Assim como em Pretofagia, Farol Fun-Fun também conta com a participação dos Pretusis, da série de máscaras de granito que são acionadas pelos personagens durante a apresentação.
| Exposição, texto e direção de cena | Yhuri Cruz                          |
| Artistas-criadores da cena         | Tatiana Henrique e Yhuri Cruz       |
| Assistência                        | Alex Reis                           |
| Fotografia                         | Alex Reis e Luiz Balta              |
| Local                              | Museu da República - Rio de Janeiro |

O cavalo é levante: Monumento a Oxalá e axs trabalhadorxs (2019)
É uma instalação de arte realizada em espaço público inspirada no poema do artista "Eu cavalgo em campos de mármore", de 2018. A obra completa consiste na performance diáspora, construção do monumento e distribuição de canjica ao fim do processo.
O cavalo é tomado como um código multicultural dentro da cultura afro-brasileira e possui forte significados para a população. A escolha do animal na obra procura traçar paralelos entre os significantes dos cavalos presentes em monumentos coloniais e pós-coloniais como reforço ao poderio militar, as concepções ideológicas que as bandeiras de tais monumentos trazem e o cavalo como representação do humano como canalizador de entidades pertencentes às religiões de matrizes africanas e afro-brasileiras. As entidades representadas na obra são Oxalá e o próprio trabalhador, que é reconhecido como agente espiritual do espaço social.
Yhuri Cruz, juntamente com amigos e familiares realiza uma caminhada carregando bandeiras pela cidade do Rio de Janeiro, partindo do bairro Olaria, onde o artista cresceu, até o Campo de Santana, parque localizado no centro da cidade, local em que constroem o monumento e distribuem canjica à população. A escolha do Campo de Santana como o espaço de construção da obra está relacionada com as memórias e histórias de tal espaço, que no período escravista era local de tortura pública às pessoas negras, de passeio público no período republicano e, no século XXI, é uma região onde se encontram pessoas em situação de rua e passagem diária de trabalhadores que se utilizam da Central do Brasil.
| Concepção               | Yhuri Cruz                    |
| Colaboração             | Amigos e familiares           |
| Logística e assistência | Alex Reis e Fernanda Carvalho |
| Fotografia              | Jéssica Senra                 |
| Local                   | Rio de Janeiro                |

A cova do escravo é a cidade (2020)
Cena concebida dentro da pesquisa Pretofagia de Yhuri Cruz, produzida a partir do poema homônimo escrito em 2019 pelo artista. A Cova do escravo é a cidade foi encenada no Solar dos Abacaxis, no início de 2020. A performance, que une cena e canto, retrata uma história de um retorno mal assombrado, uma história de fantasma e vingança, cujo lugar e tempo estão inseridos diretamente no passado colonial.
O poema retrata a vida de um homem escravizado, no século XIX, que trabalha em uma fazenda de cana-de-açúcar e frequentemente ouve uma música racista ser tocada pela família branca em suas celebrações. A partir do trauma sonoro, o homem atravessa o tempo histórico e assombra os brancos vivos da atualidade, evocando a fantasmagoria colonial não digerida e apontando sua permanência no presente. A cova do escravo é a cidade compreende o terror e o suspense como categoria estética possível de fabulação e empoderamento negro.
Para a cena são criadas mais duas máscaras de pedra da série PRETUSI, utilizadas primeiramente na cena Pretofagia.
| Concepção, texto e direção de cena | Yhuri Cruz                                                                                     |
| Artistas-Criadores da cena         | Alex Reis, Clara Anastácia, Dani Câmara, Jade Zimbra, Leo Morais, Nelson da Silva e Yhuri Cruz |
| Música                             | Leo Morais                                                                                     |
| Fotografia                         | Gabrielle dos Santos                                                                           |
| Local                              | Solar dos Abacaxis - Rio de Janeiro                                                            |

Anastácia como Vênus - Uma cena tradução (2020)
Durante a pandemia de COVID-19 Yhuri Cruz participa de uma web residência no Pivô Pesquisa, em que realiza um estudo dramatúrgico voltado à arte negra e afro-diaspórica. O projeto resulta na live-cena Anastácia como Vênus - Uma cena tradução, que é elaborada a partir de uma tradução não-oficial do artista para o artigo "Venus in two acts", da autora estadunidense Saidiya Hartman.
A cena é composta por Yhuri Cruz, Caju Bezerra, Iagor Peres e Jade Zimbra em uma conferência virtual, onde engajam em ações como canto, debates e edição de arquivos digitais com o intuito de aproximar a figura de Anastácia, ícone histórico e religioso afro-brasileiro, à figura de Vênus, um fantasma do arquivo da escravidão investigada por Hartman, a fim de exercitar uma fabulação crítica das duas mulheres.
O artista trabalha com a imagem de Anastácia pela primeira vez em 2019, em sua obra Monumento à Voz de Anastácia. Originalmente o retrato do escravo com mordaça e grilhões foi produzido pelo viajante Jacques Etienne Arago, no século XIX. Em 2019 Yhuri Cruz edita digitalmente a imagem e realiza a máscara de flandres, incluindo uma boca ao rosto, na busca da reivindicação de espaço de fala e narrativa de figuras negras escravizadas e como uma luta contra a escravidão.
| Conceito, texto e direção de cena | Yhuri Cruz                                          |
| Artistas-criadores da cena        | Caju Bezerra, Iagor Peres, Jade Zimbra e Yhuri Cruz |
| Frames                            | Yhuri Cruz                                          |
| Local                             | Pivô Pesquisa - Online                              |

O túmulo da terra (2021)
O primeiro curta-metragem produzido por Yhuri Cruz, tradução audiovisual do poema O Túmulo da Terra (PRETUSI), de autoria própria. O curta apresenta a origem da máscara de pedra Pretusi a partir da trajetória de um homem sem rosto, que é perseguido e importunado por sua própria subjetividade que encarna em seus conhecidos. O filme procura retrabalhar os traumas da subjetivação e racialização de pessoas negras, diretamente associadas a sistemas de violência social.
Uma das motivações na criação do curta-metragem é a de produzir um filme que remete ao início do cinema com um elenco negro, algo que, devido a questões raciais da época, não seria possível de realizar. A estética de O túmulo da terra é baseada no cinema expressionista da década de 1920, com maquiagens intensas que marcam linhas de expressão e atuação gestual e antinatural. A narrativa esgarçada e o tema de perseguição sem motivo aparente trazem características de filmes dadaístas e surrealistas.
O curta é a primeira produção audiovisual a integrar o projeto Pretofagia e conta com um elenco totalmente negro. A máscara de mármore Pretusi apresentada no filme é parte de uma série de mesmo nome e o objeto surge em diversas produções do artista com temática relacionada.
As principais exibições do curta-metragem foram realizadas em 2021 no 14° Encontro de Cinema Negro Zózimo Bulbul, 32º Festival Internacional de Curtas Metragens de São Paulo, na Mostra ABÔ.LIÇÃO, do Centro Cultural São Paulo, MOÃ – Mostra de Cinemas Negros e Indígenas e LÂMINA, Mostra Audiovisual Preta.
| Direção, roteiro e edição | Yhuri Cruz                                                                |
| Elenco                    | Alex Reis, Almeida da Silva, Caju Bezerra, Jade Maria Zimbra e Yhuri Cruz |
| Câmera                    | Clara Cavour, Rodrigo D'Alcântra e Yhuri Cruz                             |
| Trilha                    | Julius Eastman's 'Evil Nigger'                                            |
| Edição de Som             | Yhuri Cruz                                                                |
| Apoio                     | Escola de Artes Visuais do Parque Lage, Antonio Carlos e Valéria Adalgiza |

### Instalação e Objeto
Yhuri Cruz realiza instalações e obras escultóricas que dialogam com as exposições-cenas que performa, muitas vezes sendo utilizadas durante as apresentações. A temática de suas produções materiais se aproxima às trabalhadas em cena, o artista reflete sobre traumas e violências sociais que são suprimidas e passadas por diferentes gerações, cria obras que estão ligadas aos movimentos anticoloniais, antirracistas e que contribuem para a emancipação negra.
Esculturas espirituais (Série)
São um conjunto de três esculturas produzidas com placas de granito gravadas e pequenos cavalos de bronze, arranjados em diferentes composições. Compõem a série os objetos "Diáspora", "Dengo" e "Evocação". A obra foi elaborada durante a formação do artista na Escola de Artes Visuais do Parque Lage, no Rio de Janeiro, em 2018. A série foi utilizada posteriormente na exposição-cena Pretofagia e na instalação Banquete
Os signos do cavalo e da pegada utilizados na confecção da obra foram escolhidos devido sua relação íntima com a religião da Umbanda, onde são chamados de Cavalo a pessoa que serve de "corpo" para os orixás e entidades nos rituais realizados. Com o intuito de criar uma escultura do espírito Yhuri articula os símbolos escolhidos a fim de trazer a tona camas de existências invisíveis.
Pretusi (Série)
É uma máscara de granito criada em 2019 para a performance Pretofagia, com gravação a jato de areia e pintura. Em 2020, para A cova do escravo é a cidade, foram criadas duas outras máscaras com o mesmo procedimento. O artista utiliza os objetos em diversas obras, sendo um símbolo para alguns de seus trabalhos.
Pretusi foi criada como uma sátira ao trabalho de Constantin Brâncuși, que após uma viagem para a África se inspira em esculturas e máscaras locais para criar suas obras. Na opinião do artista as produções de Brâncuși possuem uma visão contraditória e apropriação da cultura africana. A criação de Pretusi, além de dialogar com tal discussão, também procura incorporar novos papéis sociais na sociedade e reivindicar o protagonismo negro. Outra inspiração para a obra é o livro "Peles negras e máscaras brancas", de Frantz Fanon, que realiza uma pesquisa sobre a simbologia do mármore branco e da branquitude em relação ao elitismo do material.
Monumento à voz de Anastácia
Produzida em 2019 a obra consiste em três partes, o afresco "Voz" em tamanho monumental, a imagem Anastácia Livre e a distribuição de santinhos ao público. Anastácia Livre é uma intervenção de Yhuri Cruz em uma obra datada de 1839, originalmente chamada de "Castigo de Escravos".
Ícone histórico e figura importante para a cultura afro-brasileira, a imagem original é uma obra do viajante francês Jacques Etienne Arago, produzida no século XIX em uma viagem ao Brasil, onde retrata um escravo com mordaça e grilhões. No decorrer dos séculos o retrato recebe novos significados e é conhecido como Escrava Anastácia. Apesar do uso de instrumento de tortura a imagem da escrava se tornou um símbolo de resistência negra e feminina, sendo criado um culto dedicado à Santa Anastácia. Em sua intervenção o artista retira a máscara de flandres e concede uma boca à mulher que se encontrou amordaçada por 180 anos
A ressignificação do artista sobre a obra Escrava Anastácia gera novas potências à população afro-brasileira. A mulher amordaçada representa os horrores causados pela escravidão e sua restauração não atinge somente a própria imagem, mas sim repara uma vida que foi usurpada. A obra de Yhuri Cruz se torna um símbolo de liberdade do povo negro e uma quebra das restrições sociais do racismo. O afresco "Voz", que se une à Anastácia Livre, busca uma colocação do negro em sociedade, um espaço de fala e potencializar sua voz. A distribuição dos santinhos da nova imagem da escrava é uma forma de disseminar a liberdade negra e ressignificar a figura da Santa Anastácia, cultuada por fiéis do catolicismo e de religiões afro-brasileiras
O gesto de reparação histórica causou grande impacto na população e a imagem de Anastácia Livre é incluída nos livros didáticos das mais de duzentas escolas da rede Eleva em 2020

### Documentos
O artista também produz documentos, obras escritas que procuram afrontar situações de desigualdade racial e que questionam a produção artística elitista encontrada no meio institucional. Seus trabalhos Nenhuma direção a não ser o centro e Contrato Ético Monumento-Documento à Presença são resultado de seus estudos realizados na Escola de Artes Visuais do Parque Lage, local onde sofreu casos de silenciamento e racismo.
Nenhuma direção a não ser o centro
Uma das primeiras obras no formato texto produzida pelo artista, criada em 2018, durante sua participação na EAV Parque Lage. A performance do manifesto-cena, diferentemente de suas exposições-cena, não se dá em um espaço e tempo definidos dentro de um espaço expositivo e realizado de maneira consciente e voluntária pelos corpos atuantes, mas sim pela estrutura social na qual o artista e o público estão inseridos, com traumas e violências sociais vivenciadas de maneira automatizada. Seus agentes encenam a manutenção de uma paisagem excludente no Brasil.
Nenhuma direção a não ser o centro é um manifesto-cena composto por dois atos, Gatilho e Contra-ataque. A obra afronta a produção artística e a perspectiva elitista, colonial e branca na arte brasileira desde o modernismo à contemporaneidade. Seus personagens são o Moderno e sua prole, o Velho Contemporâneo e seus seguidores, Corpos que revidam na ação artística e Fantasmas que se fazem presentes.
Contrato Ético Monumento-Documento à presença
A obra é o resultado da participação de Yhuri Cruz no Programa Formação e Deformação, realizado na EAV Parque Lage, em 2018. Após um caso de silenciamento e racismo institucional sofrido na escola o artista inicia uma pesquisa no arquivo da instituição afim de explicitar a disparidade entre indivíduos negros e não negros nas atividades de ensino e mostras do local nos últimos anos.
A pesquisa investiga o número de professores, artistas e curadores negros, contratados ou convidados, que exerceram atividades na escola entre os anos de 2014 e 2018. Os dados são apresentados na exposição Formação e Deformação, juntamente com um contrato ético, que propõe à instituição a mudar os costumes institucionais do local, ampliando o número de pessoas negras que participam da escola e atendendo a outros requerimentos urgentes em prol dos alunos. Nos três meses de exposição a EAV Parque Lage não assina o contrato, causando inquietação entre os alunos e visitantes.

## Exposições Individuais e Cenas[30]
2019
- Pretofagia – Uma exposição-cena, Centro Municipal de Arte Hélio Oiticica, curadoria: Marcelo Campos, RJ;
- Farol Fun-Fun: Pangeia, Museu da República, durante o 12º Encontro de pesquisadores do PPGAV – UFRJ, RJ.

2020
- Anastácia como Vênus, Live-cena online, parceria com Pivô Pesquisa
- A Cova do Escravo, Solar dos Abacaxis, RJ

## Exposições Coletivas[30]
2016
- Mostra #SelfiePerformance, EAV Parque Lage, RJ

2017
- Metanóia, Galeria Airez, Curador: Guilherme Zawa, Curitiba
- Novas Poéticas, Galeria Cañizares, Curador: Phillipe F, Salvador/ Bahia
- Corpus Urbis, UNIFAP (Universidade Federal de Amapá), Amapá
- Abraço Coletivo, Espaço Saracura, RJ

2018
- 10ª Bienal Internacional de Arte Siart Bolívia - Los Orígenes de la Noche, Museo Nacional de Arte, La Paz, Bolívia
- Formação e Deformação, EAV Parque Lage, Curadores: Keyna Eleison e Ulisses Carrilho, RJ
- Manifesto Afrofuturista, Caixa Preta, Curador: Rafael BQueer, RJ
- Encruzilhada, Galpão Bela Maré, Curador: Jean Carlos Azuos, RJ
- Greve Geral, Centro Cultural Phábrika de Arthes, curador: Rafael Amorim, RJ
- Bela Verão, Galpão Bela Maré, Curador: Jean Carlos Azuos e Alexandre Silva, RJ
- Flutuantes, Paço Imperial, Curador: Grupo Escola sem sítio, RJ
- Invasões Poétiks, Espaço Independente, RJ
- Colonialismo e Estética, Arte e Política, Liberalismo e Facismo, EAV Parque Lage, RJ

2019
- Aparelho, Maus Hábitos, curadoria de Tales Frey, Porto, Portugal
- Programa Carmen, A Galeria Aberta, curadoria de Daniele Machado, RJ
- Inundação, Museu Casa do Pontal, curadoria de Marcelo Campos, RJ
- Corpos-Cidades, Pence Coletivo, curadoria de Gustavo Barreto e Ismael David, RJ
- Hospedando Lélia Gonzalez, Escola de Artes Visuais do Parque Lage | Biblioteca, Curadoria de Tanja Baudoin, RJ
- A Vida Não é só a Praticidade das Coisas, Galeria Silvia Cintra + Box 4, Curadores: Juliana Cintra e Omar Salomão, RJ
- Abre-Alas 15, A Gentil Carioca, Curadores: Opavivará!. AVAF e Renato Silva, RJ
- Serendipity, C. Galeria, Curador: Luiz Otavio Zampar. RJ

2020
- Casa Carioca, Museu de Arte do Rio, curadoria: Marcelo Campos e Joyce Berth, RJ
- Manjar: À Construção, Solar dos Abacaxis, curadoria: Bernardo Mosqueira, Catarina Duncan e Ana Clara Simões, RJ

2021
- Baile de Máscaras, Exposição Online, curadoria: Alexandre Silva, RJ
- Erù-Iyá: Movimentos Antirracistas, Museu Capixaba do Negro "Verônica da Pas", Vitória, ES
- América Negra: Conversas Entre as Negritudes Latino-Americanas, Nicho 54, Online
- Crônicas Cariocas, Museu de Arte do Rio, curadoria: Marcelo Campos, Amanda Bonham, Luiz Antônio Simas e Conceição Evaristo RJ
- Encontro de cinema negro Zózimo Bulbul - Brasil, África, Caribe e outras diásporas, Centro Afrocarioca de Cinema, RJ[16]
- Carolina Maria de Jesus: Um Brasil para brasileiros, Instituto Moreira Salles, curadoria: Helio Menezes, Luciana Ribeiro e Raquel, SP
- 32º Festival Internacional de Curtas Metragens de São Paulo – Curta Kinoforum, SP
- Mostra ABÔ.LIÇÃO – Centro Cultural São Paulo, SP[18]
- MOÃ – Mostra de Cinemas Negros e Indígenas, curadoria: Thiago Costa, Graci Guarani e Ziel Karapotó, SP, Online[19]
- LÂMINA – Mostra Audiovisual Preta, curadoria: Castiel Vitorino, SP, Online[20]

2022
- A forma dos futures, Casa da Escada Colorida, curadoria: Danniel Tostes e Antonie Schalk, RJ
- Protagonismo, Museu de História e Cultura Afro-Brasileira, RJ
- O menos espaço entre dois pontos é um risco, Espaço Cultural Oasis, curadoria: Lucas Rehnman e Nico Dantas Rocha, RJ
- Pixinguinha: Um maestro batuta, Museu de Arte do Rio, RJ
- Alegria, uma invenção, Central Galeria, curadoria: Patrícia Wagner SP
- Misturas, Galpão Bela Maré, curadoria: Jean Carlos e Clarissa Diniz, RJ
- Necrobrasiliana, Museu Paranaense, curadoria: Moacir dos Anjos, Curitiba, PR

## Prêmios
| Ano  | Prêmio                       | Projeto                                                 | Colocação |
| ---- | ---------------------------- | ------------------------------------------------------- | --------- |
| 2019 | Prêmio PIPA                  | Monumento-documento à Presença / Esculturas Espirituais | Indicado  |
| 2020 | IV Prêmio Reynaldo Roels Jr. | O Cavalo é Levante (Monumento à Oxalá e ao trabalhador) | Vencedor  |

## Residências[3]
| Ano  | Residência               | Período        | Local                                        |
| ---- | ------------------------ | -------------- | -------------------------------------------- |
| 2019 | Programa Carmen          | Maio e Junho   | Centro Municipal de Arte Hélio Oiticica / RJ |
| 2019 | Residência Vocabulário   | Julho e Agosto | A Galeria Aberta / RJ                        |
| 2020 | Residência Pivô Pesquisa | Ciclo II       | Online / SP                                  |